# Koponyaméréstan
A koponyaméréstan (craniometria vagy cephalometria) az anatómia segédtudománya, mindazokat a módszereket tárgyalja, amelyek a koponya és az arc belső és külső megmérésére szolgálnak. Nem összetévesztendő a rossz emlékű frenológiával, ami a fej alakja és a személyiségkarakter közötti összefüggést tanulmányozta, és a fiziognómiával, ami az arcvonásokból próbált a személyiségre következtetni.
A 'cephalometria' mozaik szó, szó szerinti fordításban fejmérést jelent. Többek között alap diagnosztikus módszerként használja a fogszabályozás. Ebben az esetben oldalsó vagy frontális irányból egy ún. teleröntgent készítenek a fejről. A beállítás mindig standard, így a mérések reprodukálhatóak, egymással időben összevethetőek. A cephalometriai analízis alkalmas dento-faciális (fog és arc) struktúrák morfológiai leírására, morfológiai eltérések kvantitatív leírására, diagnózis és kezelési terv készítésére, valamint a fogszabályzó kezelés eredményeinek ellenőrzésére.
A méréshez szükség van a koponyán fix referencia struktúrákra. Az egyes képleteket ezekhez a referencia struktúrákhoz viszonyítjuk, végezhetőek szög és lineáris mérések.